# Plaza Vendôme
La plaza Vendôme (Place Vendôme, en francés) es una plaza histórica del centro de París, situada en el I Distrito, al norte del jardín de las Tullerias y al este de la iglesia de la Magdalena. En su centro se encuentra la columna Vendôme, levantada por Napoleón en 1810. 
Típica del urbanismo clásico francés, su arquitectura se debe a Jules Hardouin-Mansart, quien concibió en 1699 un plan de urbanismo al cual debían amoldarse los propietarios de los inmuebles. La mayor parte de las fachadas está clasificada como monumento histórico.
Es una de las plazas de París mundialmente célebres por ser desde el siglo XIX uno de los epicentros del lujo en París. En menor medida, la plaza también es conocida por ser el lugar donde falleció el compositor polaco Frédéric Chopin.

## Cambios de nombre
Se llama «plaza Vendôme» desde el siglo XVII, tomando este nombre del hotel Vendôme, que se encontraba allí. Más antiguamente fue también llamada «plaza Luis el Grande» y, en sus orígenes, «plaza de las Conquistas». Se le dio el nombre de «plaza de las Picas» durante la Revolución francesa. Su nombre se cambió a «plaza Internacional» en 1871, durante la Comuna de París, época en que la columna Vendôme fue destruida por los comuneros, quienes veían en ella un símbolo de la tiranía y del militarismo de Napoleón.

## Historia
En 1677, un grupo de especuladores, entre los cuales se encontraba el arquitecto Jules Hardouin-Mansart, tuvieron la primera idea de la plaza Vendôme.

### El proyecto de 1685
En 1685, Louvois retomó la idea y compró el hotel Vendôme y el convento de los capuchinos que se encontraba al norte de la calle Saint-Honoré. Sobre el terreno, Jules Hardouin-Mansart y Germain Boffrand propusieron construir una gran plaza rectangular, enteramente abierta sobre la calle Saint-Honoré y destinada a estar rodeada de grandes edificios públicos: biblioteca Real, hotel de la Moneda, hotel de las Academias, hotel de los Embajadores, etc. Al fondo de la plaza las fachadas debía abrirse con un arco monumental que dejaría ver el convento de los capuchinos, que fue reconstruido al norte de la nueva plaza en 1688.

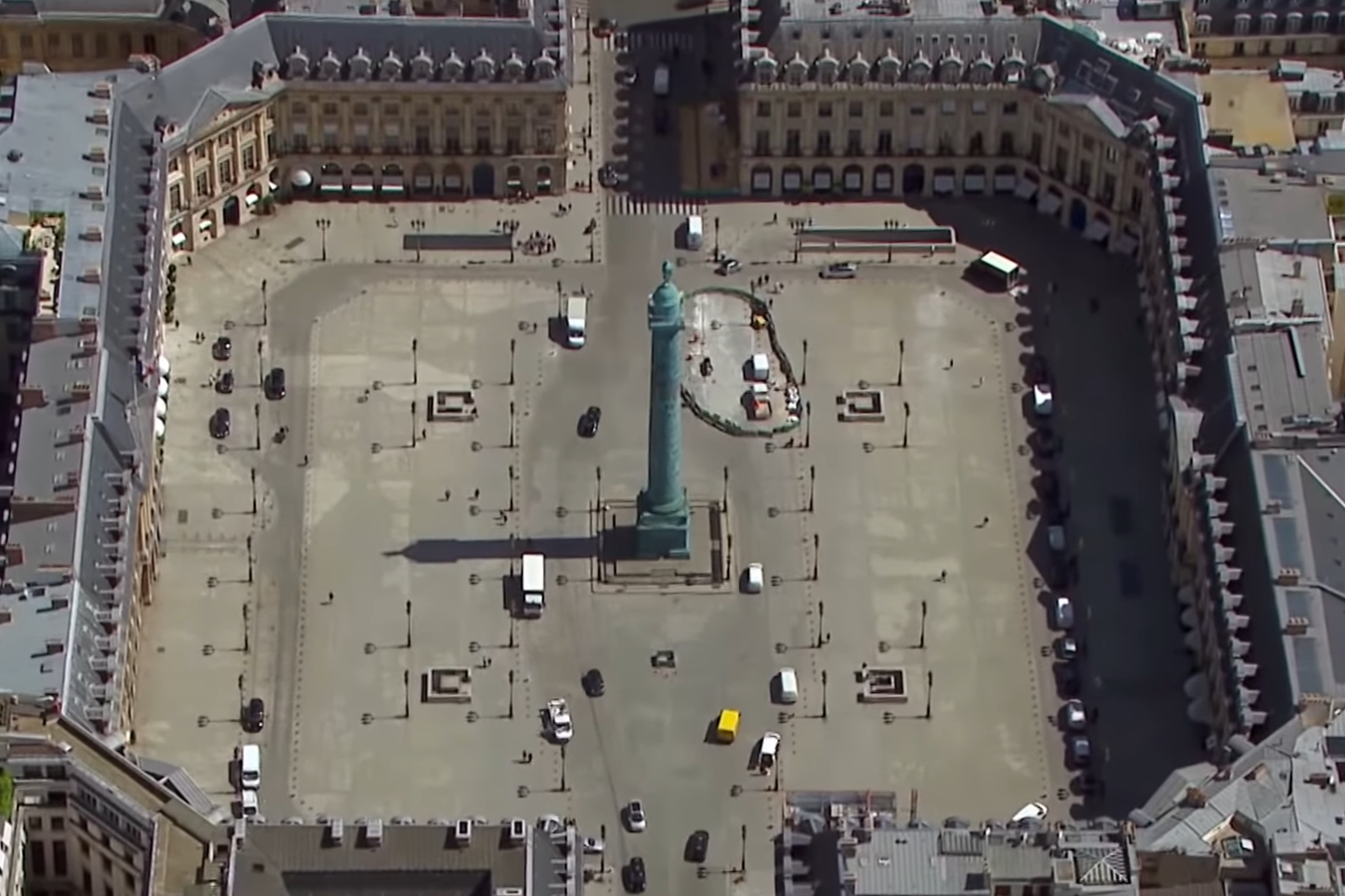
Vista aérea de la plaza Vendôme.

Las fachadas fueron construidas incluso antes que los propios edificios y en el medio de la plaza se erigió una estatua ecuestre, hecha de bronce, de Luis XIV, que Louvois había encargado a François Girardon. La plaza tomó entonces el nombre de «plaza Louis-le-Grand», nombre que conservará hasta la Revolución francesa. La estatua, inaugurada en 1699, fue destruida en 1792.

### El proyecto de 1699
En 1699, el programa público de 1685 fue abandonado a favor de una operación privada. El rey vendió el terreno a la villa, y las fachadas, que habían sido construidas para la inauguración, fueron demolidas. La nueva plaza sería rodeada de edificios particulares tras fachadas uniformes, diseñadas por Jules Hardouin-Mansart.
De planta cuadrada, con las esquinas achaflanadas, sería cerrada y solamente atravesada por una calle, de norte a sur, que se une a la calle Saint-Honoré.

### Bajo la Revolución

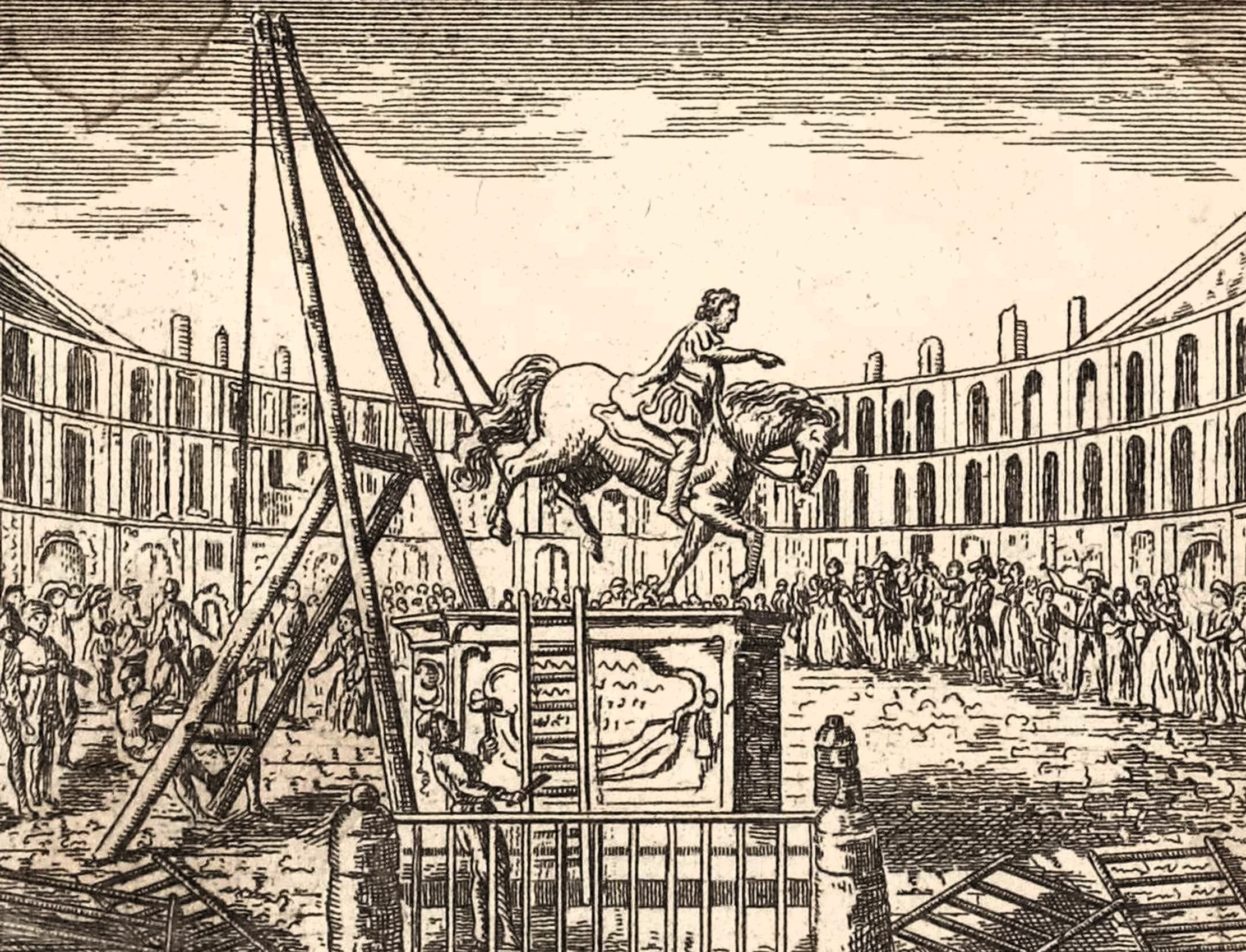
Destrucción por los revolucionarios de la estatua ecuestre de Luis XIV el 10 de agosto de 1972.

De 1793 a 1799, la plaza adoptó el nombre de «place des Piques». El 13 de agosto de 1789, la estatua ecuestre de Luis XIV fue destruida. Después del asesinato en el Palacio Real de Louis-Michel Lepeletier de Saint-Fargeau (20 de enero de 1793), quien había votado la víspera la muerte de Luis XVI, se le encargó al pintor Jacques-Louis David organizar una ceremonia fúnebre.
En el medio de la plaza, Louis-Michel Lepeletier de Saint-Fargeau fue depositado desnudo y sangrando, simplemente recubierto por un trapo que dejaba ver sus heridas, sobre el suelo.

### La evolución ulterior
La columna Vendôme fue elevada en 1810, en el emplazamiento de la estatua destruida de Luis XIV, por los arquitectos Jacques Gondouin y Jean-Baptiste Lepère, imitando la columna Trajana de Roma, que posee igualmente un bajorrelieve helicoidal.

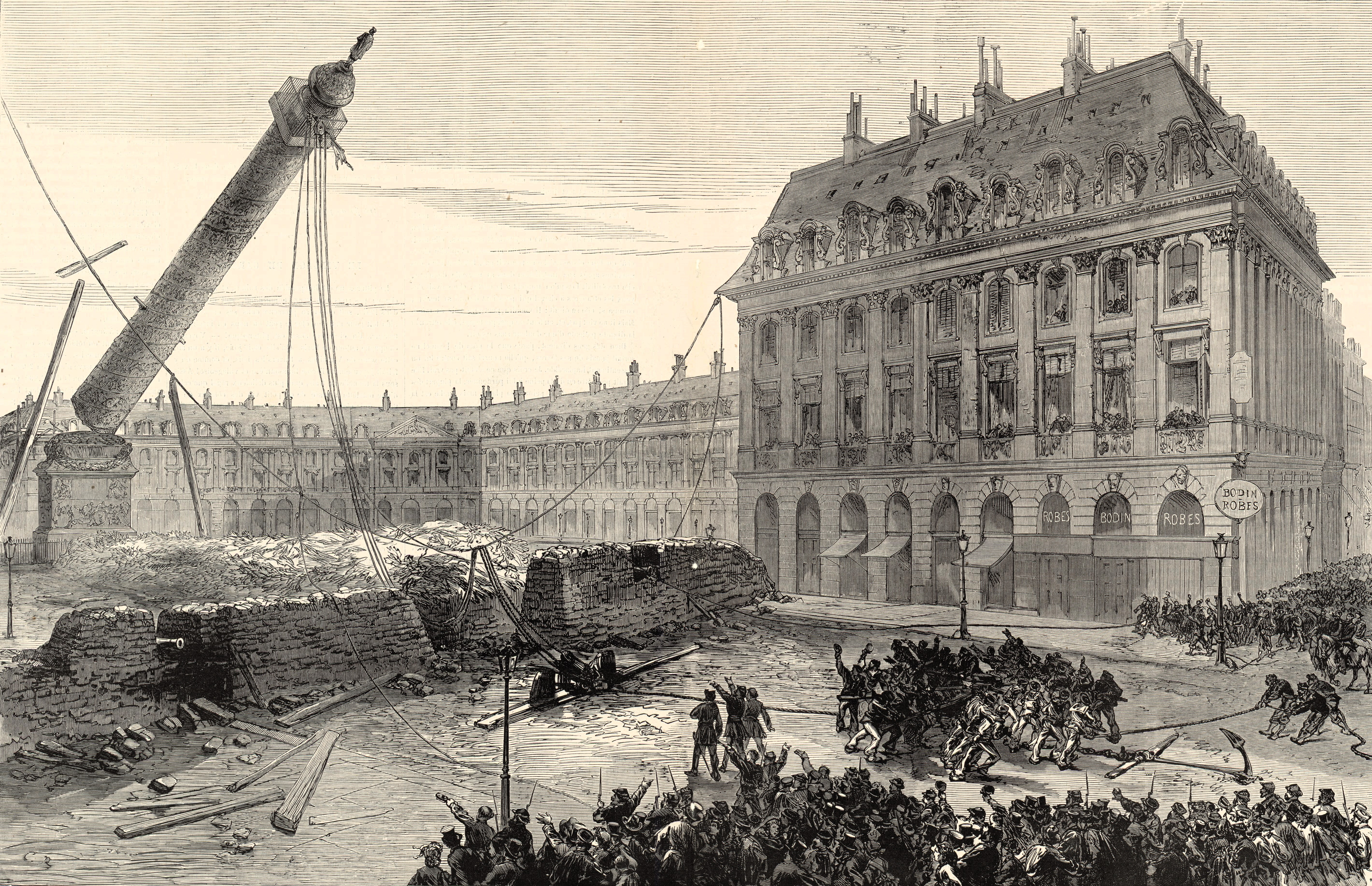
Derrocamiento por los comuneros de la columna Vendôme que portaba la estatua del emperador Napoleón I, 16 de abril de 1871.

La columna está coronada por una estatua de Napoleón realizada por Antoine-Denis Chaudet, remplazada por una réplica ejecutada por Auguste Dumont en 1873, dado que la columna fue destruida en tiempos de la Comuna de París. Suprimida durante la restauración francesa, la efigie fue restablecida por Casimir Perier durante la monarquía, en abril de 1831.

## La alta joyería
Numerosos joyeros reputados han elegido como domicilio la plaza Vendôme. Entre los más importantes que allí se han instalado se encuentran Alfred y Louis Cartier en 1898, Joseph Chaumet en 1902, Mauboussin, Aldebert, Alfred Van Cleef y Salomon Arpels, René Boivin, Gianmaria Buccellati, Tecla, Audemars Piguet, Poiray, etc.
Chanel, que tiene allí una boutique, se inspiró en la forma octogonal de la plaza para los frascos de sus perfumes.
| | \| - N°1 : Hôtel Batailhe de Francès - N°3 : Hôtel de Coëtlogon - N°5 : Hôtel d'Orsigny - N°7 : Hôtel Le Bas de Montargis - N°9 : Hôtel de Villemaré - N°11 : Hôtel de Simiane - N°13 : Hôtel de Bourvallais - N°15 : Hôtel de Gramont - N°17 : Hôtel de Crozat - N°19 : Hôtel d'Évreux - N°21 : Hôtel de Fontpertuis - N°23 : Hôtel de Boullongne - N°25 : Hôtel Peyrenc de Moras \| - N°2 : Hôtel Marquet de Bourgade - N°4 : Hôtel Heuzé de Vologer - N°6 : Hôtel Thibert des Martrais - N°8 : Hôtel Delpech de Chaunot - N°10 : Hôtel de Latour-Maubourg - N°12 : Hôtel Baudard de Saint-James - N°14 : Hôtel de La Fare - N°16 : Hôtel Moufle - N°18 : Hôtel Duché des Tournelles - N°20 : Hôtel de Parabère - N°22 : Hôtel de Ségur - N°24 : Hôtel de Boffrand - N°26 : Hôtel de Noce - N°28 : Hôtel Gaillard de la Bouëxière \| |
| - N°1 : Hôtel Batailhe de Francès - N°3 : Hôtel de Coëtlogon - N°5 : Hôtel d'Orsigny - N°7 : Hôtel Le Bas de Montargis - N°9 : Hôtel de Villemaré - N°11 : Hôtel de Simiane - N°13 : Hôtel de Bourvallais - N°15 : Hôtel de Gramont - N°17 : Hôtel de Crozat - N°19 : Hôtel d'Évreux - N°21 : Hôtel de Fontpertuis - N°23 : Hôtel de Boullongne - N°25 : Hôtel Peyrenc de Moras | - N°2 : Hôtel Marquet de Bourgade - N°4 : Hôtel Heuzé de Vologer - N°6 : Hôtel Thibert des Martrais - N°8 : Hôtel Delpech de Chaunot - N°10 : Hôtel de Latour-Maubourg - N°12 : Hôtel Baudard de Saint-James - N°14 : Hôtel de La Fare - N°16 : Hôtel Moufle - N°18 : Hôtel Duché des Tournelles - N°20 : Hôtel de Parabère - N°22 : Hôtel de Ségur - N°24 : Hôtel de Boffrand - N°26 : Hôtel de Noce - N°28 : Hôtel Gaillard de la Bouëxière |

## La plaza Vendôme en el cine
- Love in the Afternoon (1957), de Billy Wilder.
- Le Cercle Rouge (El círculo rojo) (1970)
- Place Vendôme (1998), con Catherine Deneuve.
- Lupin, Netflix (2024)